# Popillia basilewskyi
Popillia basilewskyi är en skalbaggsart som beskrevs av Limbourg 2006. Popillia basilewskyi ingår i släktet Popillia och familjen Rutelidae. Inga underarter finns listade i Catalogue of Life.